# راک استار
راک استار(انگلیسی: rockstar)یک فیلم درام و رمانتیک که در سال ۲۰۱۱ منتشر شد.

## خلاصه داستان
«جاناردان جاکار» به دنبال رویاهایش برای تبدیل شدن به یک ستاره بزرگ در موسیقی راک می‌باشد، و در همین مسیر با دختری بنام «هیر» آشنا شده وعاشق او می‌شود…

## بازیگران
- رانبیر کاپور
- نرگس فخری
- شامی کپور
- مفید عزیز
- سانجانا سنگهی